# Probabilità zero
Probabilità zero (conocida también como Les Héros ne meurent jamais) es una película italiana de 1969 dirigida por Maurizio Lucidi, a partir de un guion creado por Dario Argento, Giuseppe Mangione y Vittorio Vighi. Fue protagonizada por Henry Silva, Peter Martell, Katia Christine, Marco Guglielmi y Renato De Carmine.

## Sinopsis
Noruega, 1943. Durante la Segunda Guerra Mundial, un avión de reconocimiento británico se accidenta y termina siendo capturado por los nazis. El capitán estadounidense Duke tiene la tarea de recuperar el avión, el cual está equipado con un nuevo sistema de radar que sería un importante botín para el enemigo.

## Reparto
- Henry Silva es Duke
- Peter Martell es Sam Trench
- Katia Christine es Kristyn
- Marco Guglielmi es el Capitán Kreuz
- Renato De Carmine es el Mayor Horst
- Luigi Casellato es Carlo Sardi
- Riccardo Salvino es Sigurt Holm
- Ezio Sancrotti es Simon Bohr
- Franco Giornelli es John Mac Carthy
- Vittorio André es el profesor Schwartz